# Brian Hart
Brian Hart, född 7 september 1936 i Enfield i London, död 5 januari 2014, var en brittisk racerförare och motorfabrikant.

## Racingkarriär
Hart var en flygingenjör med racing som hobby som rekryterades av den då nystartade motortillverkaren Cosworth i slutet av 1950-talet. 
Hart tävlade själv i racing i början av 1960-talet i Formel Junior och sportvagnar och därefter i formel 2. Han deltog dock i ett formel 1-lopp, Tysklands Grand Prix 1967, men körde där en Protos-Cosworth F2-bil.
Han bedrev senare tillverkning av formel 1-motorn Hart.